# 추정

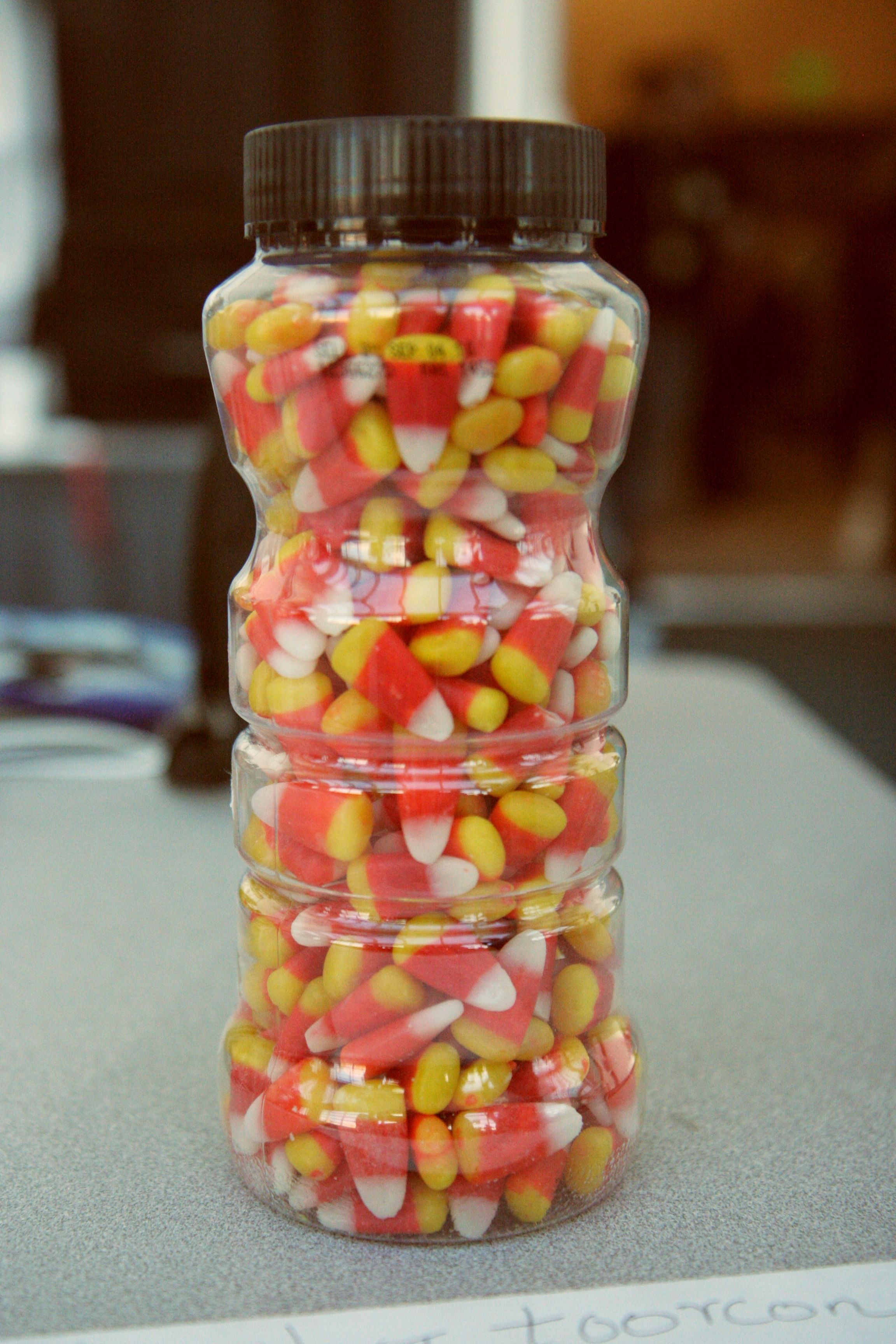

추정(推定)은 입력된 자료가 불완전하거나 불확실하더라도 사용할 수 있는 계산된 결과의 근삿값이다.
1. 통계학 용어
- 추정 이론과 추정량은 확률분포에 대한 추론과 관련된 주제이다.
- 예측과 예견은 아직 충분한 분량이 관측되지 않은 것에 대한 추정이다.

2. 수학 용어 - 근삿값이나 추정은 일반적으로 쉽게 정확한 계산을 할 수 없는 수량의 상계와 하계를 찾는 것을 의미한다.
- 신호 처리 용어: 추정 이론은 잡음을 포함한 관찰된 신호에서 눈에 띄지 않은 신호에 대한 근삿값과 관련된 주제이다.
- 프로젝트 관리 용어: 추정은 프로젝트 계획을 적용시키는 것이다.
- 물리학 용어: 페르미 추정은 일반적으로 한정된 구할 수 있는 정보로 인해 계산이 불가능한 것처럼 보이는 수량에 대한 정당한 추측과 관련된 문제에서의 추정에 관한 것이다.

3. 법학 용어
법의 작용에 있어 그와 반대되는 사실의 증거(반증)가 제출되면 당해 법규의 적용이 배제되는 경우를 말한다. 어떤 사실 내지 법률관계의 존재를 다투는 자가 그 반대사실의 입증책임을 지고, 나아가 입증을 하게 되면 그에 따라 추정의 효력이 번복될 수 있다는 점에 의미가 있다.

## 판례
- 대지의 소유권을 이미 원고가 적법히 취득하였고 피고가 위 대지를 점유사용할 권원이 있었다는 증거가 없으면 이로써 피고가 소유의 의사로 선의로 점유하여 왔다는 추정은 번복된다[1]

## 같이 보기
- 가설 풀이
- 추측
- 추정 이론
- 페르미 문제
- 칼만 필터
- 직관
- 상태 관측기(영어판)
- 마크와 탈환(영어판)

## 참고 문헌
1. ↑  79다547

- 이상태, 《물권법》 법원사, 2009. ISBN 978-89-91512-42-9